# 대전우편집중국
대전우편집중국(大田郵便集中局)은 대한민국 과학기술정보통신부 우정사업본부 충청지방우정청 소속의  우편물을 분류·연결하는 업무를 담당하는 기관이다. 이름과 달리 대전광역시가 아닌 충청남도 계룡시 두마면에 있다.

## 관할구역
- 대전광역시 전 지역
- 충청남도 금산군, 공주시, 논산시, 계룡시, 부여군, 서천군, 청양군, 보령시
- 충청북도 영동군, 옥천군
- 전북특별자치도 무주군

## 조직
- 지원과
- 업무과
  - 총괄계
    - 접수팀

  - 우편소통팀
    - 통상팀
    - 특수팀
    - 소포발착팀

  - 운송용기계
- 기술과
  - 우편기계계
  - 시설관리계